# Titinio
Titinio (in latino Titinius; dopo il 200 a.C. – ...) è stato un poeta romano, probabilmente nato e vissuto a Roma (secondo la testimonianza dello scrittore bizantino Lido) nella prima metà del II secolo a.C.

## Biografia
Fu autore di commedie togate, di cui restano soltanto 105 frammenti appartenenti a 15 opere diverse di cui conosciamo il titolo (Barbatus, Caecus, Fullones, Gemina, Hortensius, Insubra?, Iurisperita, Prilia, Priuigna, Psaltria sive Ferentinatis, Quintus, Setina, Tibicina, Varus, Veliterna), oltre a una ventina di frammenti tratti da commedie il cui titolo è ignoto.
Titinio è il più antico rappresentante degli autori di togatae. La sua opera, quindi, presenta tratti originali e innovativi che già nell'antichità gli hanno valso le lodi dei suoi critici (Varrone, ad esempio, ne apprezza la caratterizzazione dei personaggi).
La lingua di Titinio presenta tratti di evidente arcaismo, mentre lo stile doveva essere abbastanza ricercato.